# Oranje bosklauwier
De oranje bosklauwier (Chlorophoneus sulfureopectus; synoniem: Telophorus sulfureopectus) is een zangvogel uit de familie Malaconotidae (bosklauwieren).

## Verspreiding en leefgebied
Deze soort komt wijdverspreid voor in Afrika ten zuiden van de Sahara en telt twee ondersoorten:
- C. s. sulfureopectus: van Senegal en Gambia tot noordoostelijk Congo-Kinshasa en westelijk Oeganda.
- C. s. similis: van zuidelijk Soedan en Ethiopië tot oostelijk Zuid-Afrika.

## Status
De grootte van de populatie is niet gekwantificeerd maar de soort wordt omschreven als schaars tot plaatselijk algemeen. Op de Rode lijst van de IUCN heeft deze soort de status niet bedreigd.